# Рейк
Рейк (от англ. rake) – малка такса върху залозите на играчите, която се удържа от онлайн покер залите по време на една игра и най-често в размер на 5% до 10% от пота. В зависимост от лимитите, които се играят, рейкът приема стойности между един цент и $5. $5 е максималният рейк, който може да бъде удържан от едно раздаване, поради тази причина е по-изгодно да се играе с по-високи лимити. При покер кеш игрите се удържа процент от пота, а при турнирите и Sit&Go игрите рейкът е фиксиран и се заплаща при влизане в играта. Ако играчът се регистрира в турнир $10+$1, $10 са за наградния фонд, а $1 е рейкът. Покер залите не участват пряко в играта между участниците на масата. Играчите залагат не срещу покер залата, а срещу опонентите си. Единственият начин покер залата да спечели от организирането на игрите, е да удържи рейк. Чрез него тя посреща разходите си по разработка и поддръжка на софтуера, за сървъри, за центъра на обслужване на клиенти и т.н.

## Рейкбек
Представлява вид бонус от страна на покер залите към редовните си играчи. Чрез него те се стимулират да продължат играта си в съответния покер сайт. Рейкбекът представлява връщане на рейка (rakeback – рейк обратно). Тоест, покер залите връщат на играчите определен процент от заплатените предварително рейкове. Те един вид жертват част от получената си комисионна, за да поощрят играчите си да продължават да залагат при тях.
Рейкбекът може да се раздели основно на два вида:
1. Рейкбек за раздадени карти (Dealt Rake) – той се разпределя между всички участници, на които са били раздадени карти във всяка ръка. Тоест няма значение дали играчите са сложили чипове в пота, или не.

1. Пропорционален рейк (Contributed Rake) – Рейкбекът се разпределя пропорционално между участниците, които са инвестирали в пота, в зависимост от количеството на заложените от тях пари.

## Рейкбек оферти
Повечето сайтове предлагат на играчите си рейкбек оферти. Обикновено те обещават между 25% и 30% възвръщаемост. На разположение на играчите, онлайн покер залите предоставят виртуални рейкбек калкулатори. С тяхна помощ може да се изчисли месечния рейкбек, който биха получили. Рейкбекът зависи основно от това какъв месечен рейк се достига от играчите. Данните, които трябва да се въвеват са: средна продължителност на играта на седмица, предпочитани игри и лимити, процентът на обещания рейкбек. По този начин играчите могат да разберат каква сума на рейкбека ще получат на месец.

## Кешбек оферти (cashback deals)
След въвеждането на рейкбека от онлайн покер залите, впоследствие се появи и сходна по тяхната същност оферта, известна с названието кешбек. Както той, така и рейкбекът, са базирани на рейка. Рейкбекът представлява твърд процент 25%-30%. А кешбекът се свързва със събраното количество точки от броя изиграни ръце в игрите. Това от своя страна пряко зависи от рейка. При кешбека чрез спечеленото количество точки от рейка, играчите могат да се възползват от намаления в онлайн покер магазините и да купуват евтини покер книги, покер статии и др. Освен тази възможност, играчите могат да продължат да събират точки, за да получат по-добри кешбек коефициенти. Колкото повече точки се съберат, толкова по-високи кешбек коефициенти се получават. Така играчите си набавят съществено повече пари отколкото с рейкбек офертите, при които има фиксиран процент възвръщаемост.

## ВИП кешбек нива
Обикновено кешбек офертите представляват ВИП програми. При тях има изискване за покриване на определено количество точки, за да се достигне желаното ВИП равнище и съответните бонуси към него. В таблицата по-долу има примерни ВИП нива заедно с точките, които се изискват за тях.
Както се вижда от таблицата на ниво Bronze възвръщаемостта е едва 5% и се изискват 500 събрани точки. А при Palladium Elite срещу 300 000 точки, се взима съществено по-голям бонус от 50 000, което се равнява на 33,30% кешбек. За да се събере обаче подобно количество точки, е необходима много голяма активност и постоянно участие в игрите.